# Enseignement supérieur au Bénin
L'enseignement supérieur au Bénin est placé sous la tutelle du ministère béninois de l'Enseignement supérieur et de la Recherche scientifique. Depuis 2019, le ministre est Éléonore Yayi Ladekan.

## Accès à l'université
La majorité des formations proposées par les établissements béninois d'enseignement supérieur ne sont accessibles qu'aux bacheliers ou aux titulaires d'un diplôme d'accès aux études universitaires[réf. souhaitée].

## Panorama des filières

### Système LMD
Initialement prévue pour la rentrée 2007-2008, la mise en place du système LMD (Licence-Master-Doctorat) au Bénin date de 2011.

## Étudiants
Pour l'année académique 2010-2011, l'effectif global des deux universités publiques béninoises est d'environ 100 000 étudiants (dont près de 85 000 pour l'université d'Abomey-Calavi).

### Dépense publique annuelle par étudiant
En 2004, la dépense publique moyenne par étudiant est de 149 dollars US.

## Universités publiques
Le Bénin dispose de deux universités publiques :
- Université d'Abomey-Calavi
- Université de Parakou

Ces deux établissements ont été créées en septembre 2001 en remplacement de l'université du Dahomey. Cette dernière avait été fondée en 1970 avant de devenir l'université nationale du Bénin en 1975.

### Autres écoles ou instituts publics

#### Écoles supérieures
- École du patrimoine africain
- École nationale d'administration et de magistrature

#### Institut de recherche
- Centre béninois de la recherche scientifique et technique

## Universités privées
En 2008, huit établissement privés d'enseignement supérieur fonctionnaient avec l'accord du ministère de tutelle :
- Université des sciences et technologies du Bénin
- Université catholique de l'Afrique de l'Ouest
- Institut Universitaire du Bénin
- Houdégbé North American University Benin
- Université polytechnique internationale du Bénin
- Université africaine de technologie et de management
- Université libanaise du Bénin
- Université du quartier latin
- IRGIB-Africa Université
- Université protestante d'Afrique de l'Ouest